# Senda de gloria
Senda de gloria és una telenovel·la històrica mexicana produïda per Ernesto Alonso per a Televisa en 1987. La telenovel·la recrea els successos històrics ocorreguts en Mèxic entre 1917 i 1938. Va ser protagonitzada per Eduardo Yáñez i Julieta Rosen, amb l'actuacions antagòniques dels primers actors Rosita Arenas, Abel Salazar i Roberto Vander, les actuacions estel·lars de Raúl Araiza Herrera, Roxana Chávez i Anabel Ferreira i els primers actors Ignacio López Tarso, Aarón Hernán, Norma Lazareno, Bruno Rey, Ramón Menéndez, Manuel López Ochoa, Delia Magaña i Blanca Sánchez. Fou guardonada amb un dels premis Ondas 1988.

## Sinopsi
La història comença en 1917, amb la Revolució Mexicana havia arribat a la seva fi. El general Eduardo Álvarez i la seva família esperen l'arribada del tren en l'estació i allí coneixen a Manuel Fortuna, un jove treballador ferroviari que tindrà un paper important en les seves vides. Manuel s'enamora d'Andrea, la major de les filles del general, però els separa un gran abisme, a més Manuel viu amb Mercedes, una dona major que l'adora i per això no vol danyar-la.
Els Álvarez són carrancistes, i el General ocupa el lloc de secretari general del President Venustiano Carranza. Però quan aquest és assassinat, El General es nega a fer-se partidari del nou president, el dictador Álvaro Obregón. Per això, ell i la seva família planegen exiliar-se en Querétaro, però el seu cosí Alejandro, qui també és familiar d'Obregón, els convenç de quedar-se a la ciutat. També es retroben amb Manuel, i Andrea ja sense dubtes sobre el que sent per ell, se li lliura. No obstant això, penoses circumstàncies faran que Manuel desaparegui i que Andrea ho doni per mort, i en conseqüència, accepti la demanada de mà de James Van Trobin, un imperialista anglès.
Una gran casa a la Ciutat de Mèxic, herència de la família Álvarez està dividida en dues per mitjà d'una paret. Això representa el símbol del rebuig d'Eduardo cap al seu cosí Alejandro, qui es va aprofitar de la seva germana Catalina i que al final es va acabar casant-se amb ella. Han passat tres anys, i ja en 1919, l'altre costat de la casa finalment és obert per a donar acolliment a la gran família de l'eixelebrada Nora Álvarez, la filla d'Alejandro i l'esposa de Manuel que finalment no va morir. Tots ells són obregonistes inclòs Manuel que va deixar el seu passat revolucionari quan es va casar amb Nora. I aquí és on tornarà a trobar-se amb Andrea, el seu gran amor de tota la vida.

## Repartiment
- Eduardo Yáñez - Manuel Fortuna Santacilia
- Julieta Rosen - Andrea Álvarez
- Ignacio López Tarso - General Eduardo Álvarez
- Blanca Sánchez - Fernanda de Álvarez
- Roxana Chávez - Julieta Álvarez
- Anabel Ferreira - Nora Álvarez
- Roberto Vander - James Van Hallen
- José Alonso - Héctor Álvarez
- Raúl Araiza Herrera - Padre Antonio Álvarez
- Abel Salazar - General Rosario Talamantes
- Rosita Arenas - Mercedes
- Delia Magaña - Nana Nacha
- Arturo Benavides - Abundio
- Ramón Menéndez - Venustiano Carranza
- Manuel Ojeda - Emiliano Zapata
- Guillermo Gil - Pancho Villa
- Salvador Sánchez - Adolfo de la Huerta
- Manuel López Ochoa - Plutarco Elías Calles
- Aarón Hernán - Pascual Ortiz Rubio
- Bruno Rey - Álvaro Obregón
- Rodrigo de la Mora - Emilio Portes Gil
- Eugenio Cobo - Dr Arturo
- Julio Monterde - Abelardo L. Rodríguez
- Héctor Sáez - José Vasconcelos
- Arturo Beristáin - Lázaro Cárdenas
- Bob Saget - Danny Tanner
- Mario Lopez - AC Slater
- Ángel Aragón - Felipe Ángeles
- Antonio Medellín - Luis N. Morones
- Ramon Valdez - Don Ramon
- Norma Lazareno - Angelina Beloff
- Arturo Peniche - Jose Montero
- Miguel Palmer - Tomás Garrido Canabal
- Miguel Gómez Checa - Arzobispo
- Alejandro Ruiz - José León Toral
- Jorge Fegan - Luis Cabrera
- Roger Cudney - Dwight W. Morrow
- Rodolfo Solís - Jesús Guajardo
- César Castro - Miguel Alessio Robles
- Alfredo Gutiérrez - Pablo González
- Nothanael León - Francisco Murguia
- Jorge Victoria - Ing. Ignacio Bonillas
- Raúl Valerio - Manuel Aguirre Berlanga
- Sergio Zuani - Félix Díaz
- Marco Muñoz - Renato Álvarez
- Alberto Gavira - Don Lupe
- Javier Ruán - Fermín del Río
- Roberto D'Amico - General Francisco R. Serrano
- Ricardo de Pascual - Julio Torri
- Juan José Gurrola - Diego Rivera
- Eduardo Alcaraz - Obispo Mora y del Río
- Héctor Flores - Padre Miguel Agustín Pro
- Gilberto Román - Víctor Iriarte
- Jorge Reynoso - Coronel Cristero
- Carlos González - Claudio Fox
- Armando Araiza - Gilberto
- Claudio Brook
- Eric del Castillo

## Equip de producció
- Escriptors: Miguel Sabido i Eduardo Lizalde
- Coautor i historiador: Fausto Zerón Medina
- Música original: Osni Cassab
- Escenografia: Isabel Cházaro
- Ambientació: José Luis Garduño
- Edició: Ebenezer Reyna
- Assistent de direcció: Federico Farfán
- Coordinación de producció: Carlos Sotomayor
- Direcció de càmeras: Jesús Acuña Lee
- Director general: Raúl Araiza
- Productors executius associats: Lic. Pablo García Sainz, Carlos Sotomayor
- Productor executiu general: Ernesto Alonso
- Producció: Instituto Mexicano del Seguro Social

## Premis

### Premis TVyNovelas 1988
| Categoria                  | Nominat(a)          | Resultat  |
| -------------------------- | ------------------- | --------- |
| Millor telenovel·la        | Ernesto Alonso      | Nominat   |
| Millor actriu protagonista | Julieta Rosen       | Nominada  |
| Millor actor protagonista  | Eduardo Yáñez       | Guanyador |
| Millor primer actor        | Ignacio López Tarso | Nominat   |
| Millor direcció d'escena   | Raúl Araiza         | Guanyador |
| Millor direcció de cambres | Jesús Acuña Lee     | Guanyador |
| Millor producció           | Pablo García Sainz  | Guanyador |

### Premis ACE 1988
| Categoria                   | Nominat          | Resultat  |
| --------------------------- | ---------------- | --------- |
| Millor programa escènic     | Ernesto Alonso   | Guanyador |
| Millor coactuació masculina | Arturo Beristáin | Guanyador |